# رولان گاروس (هوانورد)
اوژن آدرین رولان ژورژ گاروس (به فرانسوی: Eugène Adrien Roland Georges Garros ; تلفظ فرانسوی: [ʁɔlɑ̃ ɡaʁos]؛ ۶ اکتبر ۱۸۸۸–۵ اکتبر ۱۹۱۸) هوانورد پیشگام و خلبان جنگنده اهل فرانسه در طول جنگ جهانی اول و روزهای ابتدایی صنعت هواپیمایی بود.
استادیوم تنیس رولان گاروس در سال ۱۹۲۸ به یاد او نامگذاری شد. همچنین مسابقات تنیس آزاد فرانسه نام رولاند-گاروس را از استادیومی که در آن برگزار می‌شود، گرفته‌است.

## زندگی

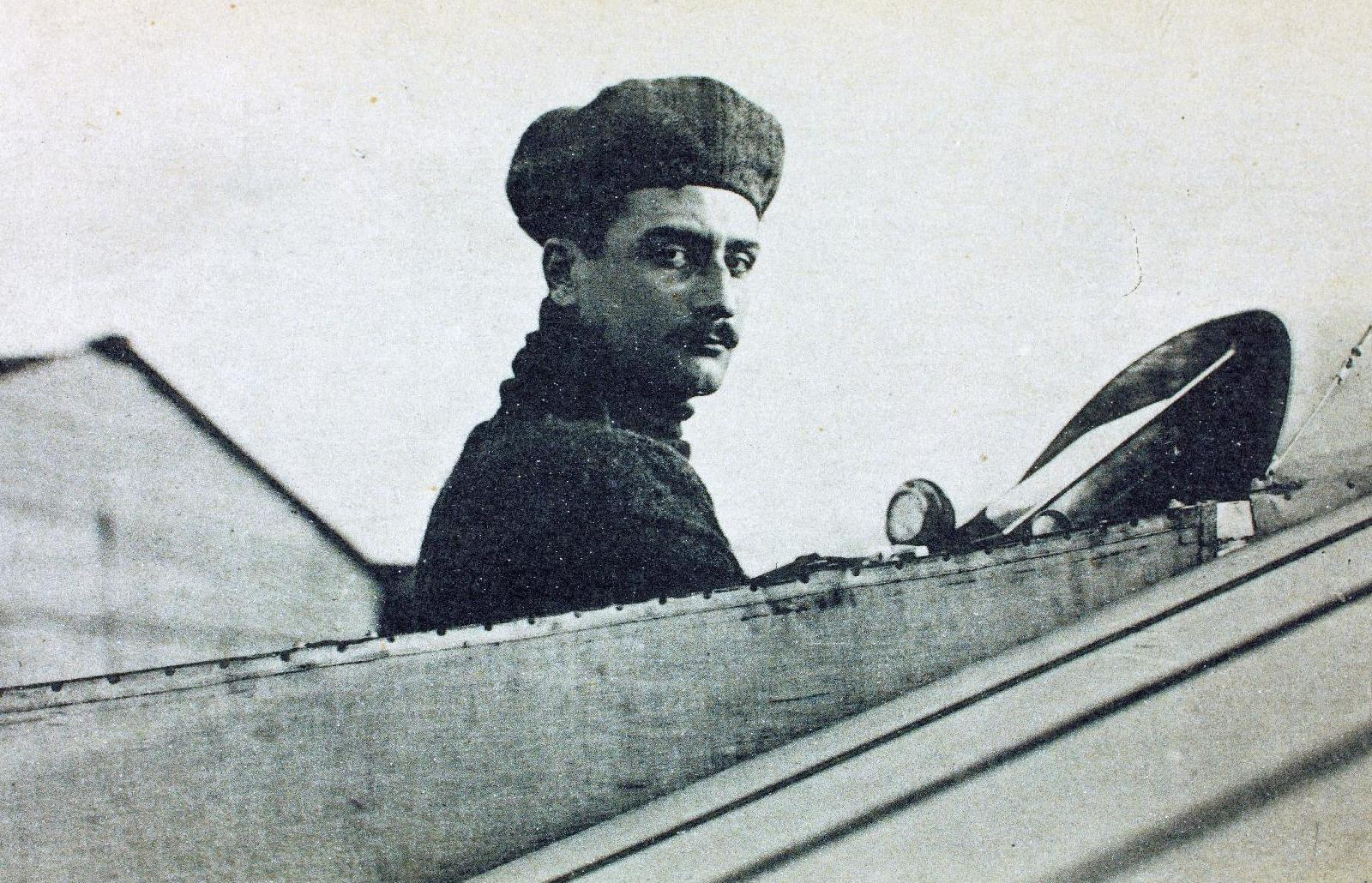
گاروس در کابین خلبان هواپیما

این خلبان مشهور فرانسوی جنگ جهانی اول اولین پروازش را در بهار سال ۱۹۱۰ انجام داد و به سرعت به شهرت رسید.
در ۲۳ سپتامبر سال ۱۹۱۳ توانست نخستین شخصی باشد که بدون توقف بر سراسر دریای مدیترانه پرواز کند. او در دوران زندگی خود رکوردهای زیادی را به ثبت رسانید.
رولان گاروس در آوریل سال ۱۹۱۵ اسیر شد، اما پس از دو سال اسرات موفق شد فرار کند.
در ۵ اکتبر ۱۹۱۸ در حالی که فقط پنج هفته به پایان جنگ جهانی اول باقیمانده بود و تنها یک روز به تولد سی سالگی‌اش مانده بود در یک نبرد هوایی کشته شد.
رولان گاروس برندهٔ جوایزی همچون لژیون دونور (شوالیه و افسر) شد.
ده سال پس از گذشت آن واقعه نامش را به عنوان یک قهرمان و نمادی از شجاعت برای مسابقات قهرمانی تنیس فرانسه انتخاب کردند.